# 건천 (경상북도)
건천(乾川)은 경상북도 경주시 건천읍 송선리의 우중골에서 발원하여 국도 제20호선의 길과 비슷하게 북류하고 송선저수지와 건천읍 중심지를 거쳐 건천리에서 형산강의 제1류인 대천으로 흘러드는 강이다.